# Quirin de Tegernsee
Quirin de Tegernsee (en allemand Quirinus von Tegernsee), appelé aussi Quirin de Rome, est un chrétien martyr du IIIe siècle, dont les reliques sont vénérées à l'abbaye de Tegernsee en Bavière.

## Légende
Quirin, qui reçoit les chrétiens venus à Rome, fut arrêté et décapité par l'épée à Rome en 269 sous l'empereur Claude II le Gothique (268-270),. Son corps est jeté dans le Tibre et retrouvé plus tard sur l'île Tibérine. Selon une autre légende, Quirinus est le fils de l'empereur Philippe l'Arabe.
Les Actes des Martyrs parlent d'un martyr romain nommé Quirinus (Cyrinus) qui fut enterré dans la catacombe de Pontian.
La légende s'associe ensuite à l'abbaye de Tegernsee en Bavière, où deux comtes bavarois, Adalbert et Otkar, transfèrent ses reliques qui sont le cadeau du pape Zacharie en 746 pour leur engagement à ses côtés dans la guerre dans l'église Saint-Sauveur de Tegernsee, qu'ils ont fondée. Une translation sous le pontificat de Paul Ier est aussi envisagée.

## Adoration

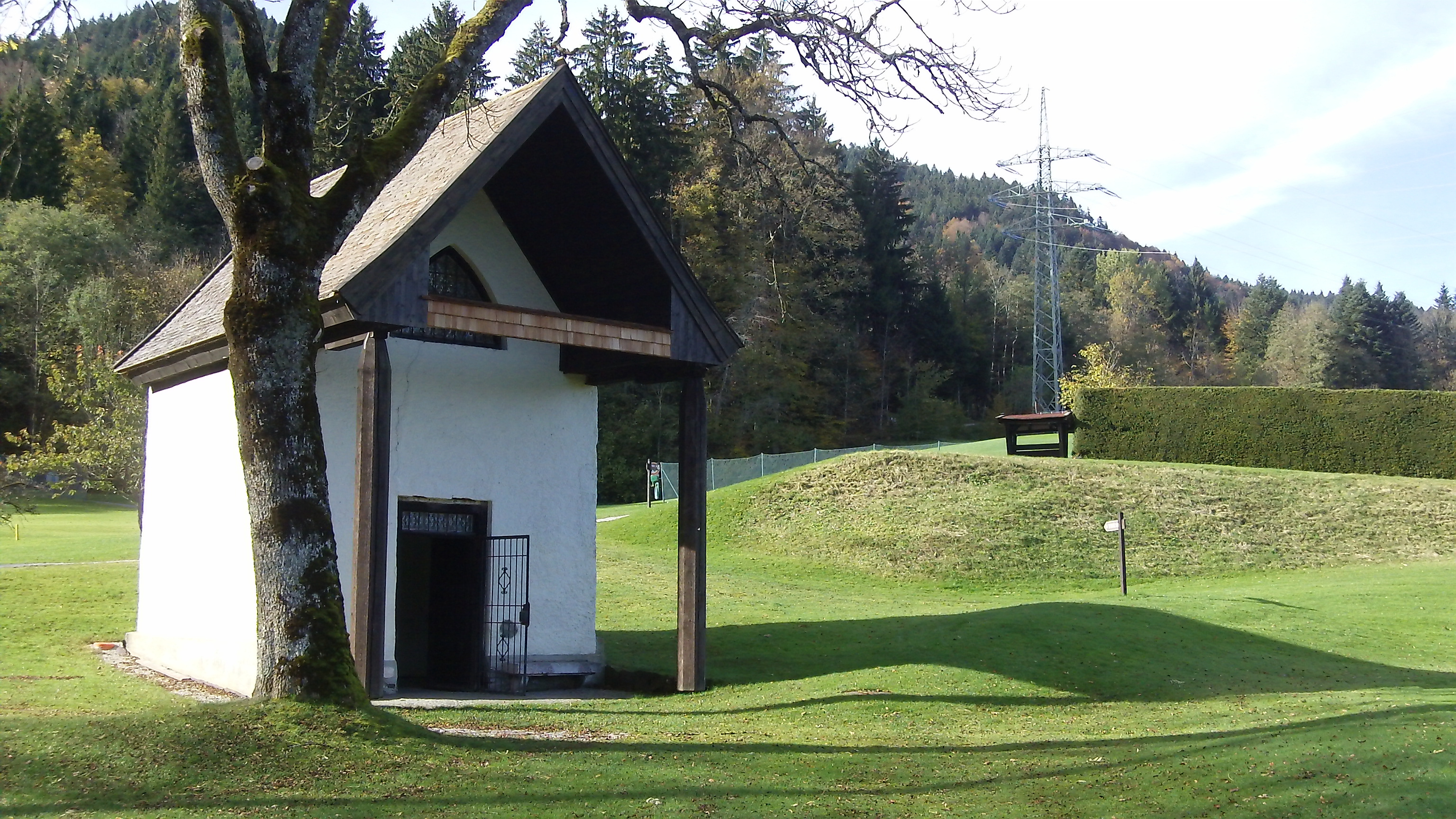
Chapelle dédiée à Quirin à Bad Wiessee

Grâce à ces reliques et aux miracles qui leur sont associés, Tegernsee devient un lieu de pèlerinage important. On dit qu'une source jaillit de l'endroit où le chariot avec les reliques s'est arrêté. L'huile minérale à forte odeur, découverte sur la rive opposée du lac à Bad Wiessee en 1441, est vénérée comme remède contre la fièvre et les éruptions cutanées sous le nom d'huile de Quirin. La chapelle Saint-Quirin de Bad Wiessee, construite en 1828, rappelle l'histoire de la découverte et l'emplacement de la source d'huile minérale qui s'est tarie.
La date de fête est le 25 mars, jour de sa mort, ou le 16 juin, jour de la translation. Il est possible que ce Quirin soit évoqué avec l'expression Romæ sancti Cyri dans le Martyrologe hiéronymien, qui mentionne le 24 mars.
Le culte de Quirin prospère en même temps que les propriétés de l'abbaye de Tegernsee. Vers 1160 un soi-disant Metellus de Tegernsee écrit l'œuvre hagiographique Ode Quirinalium et en 1450 une plus grande église en pierre est construite pour les reliques de Quirin.
Le culte de Quirin donne son nom au quartier Gries-Quirein de Bolzano, construit autour de l'église médiévale alors au milieu des vignobles.